# Islas Salomón (archipiélago de Chagos)
Las islas Salomón (en inglés: Salomon Islands) o el atolón Salomón es un pequeño atolón del archipiélago de Chagos en el Territorio Británico del Océano Índico. 
Se encuentra en el noreste del archipiélago de Chagos, entre arrecife Blenheim y Peros Banhos. Las islas principales del grupo son Île Boddam, con el antiguo asentamiento principal, y una superficie de 1,08 km² y Île Anglaise (0,82 kilómetros cuadrados), ambas en el borde occidental del arrecife. Había pequeños asentamientos de locales de Chagos en Fouquet (0.45 km ²) y Takamaka (0.48 km). Île de la Passe es de 0,28 km² de área, y la Île Mapou tiene 0,04 kilómetros cuadrados. Los islotes restantes son mucho más pequeños. La superficie total del territorio es de 3,56 km².